# Solomon Bregman
Solomon Bregman (russisch Брегман, Соломон Леонтьевич; geboren 1895 in einem Ort namens Slynka; gestorben am 23. Januar 1953 in Moskau) war ein Mitglied des Jüdischen Antifaschistischen Komitees (JAFK).

## Leben
Solomon Bregman wurde 1895 in Slynka in der Nähe von Nowoukrajinka oder in Slynka in der Nähe von Brjansk  als Sohn eines Händlers geboren. Nach eigenen Angaben hatte er Mittelschulbildung und trat 1912 der SDAPR bei. Er stieg bis zum stellvertretenden Minister für Staatskontrolle der Russischen Sozialistischen Föderativen Sowjetrepublik auf.
Im Juli 1944 wurde er auf Vorschlag des ZK-Mitglieds Schtscherbakow in das JAFK-Präsidium berufen. Als Parteifunktionär und gehorsamer Staatsbeamter sollte er eine Erweiterung der Befugnisse des Komitees als Vertretung der sowjetischen Juden verhindern und die ursprünglichen Ziele der Kriegspropaganda intensivieren.
Ebenso arbeitete er in der Schwarzbuch-Kommission mit, wo er die vielen angeblichen politischen Fehler der Autoren kritisierte.
Er wurde am 28. Januar 1949 festgenommen. Unter Folter bezichtigte er sich und andere Angeklagte, widerrief aber später einen Teil der Aussagen. Während der Haft brach er ohnmächtig zusammen und wurde in die Krankenstation des Butyrka-Gefängnisses verlegt. Sein Verfahren wurde vom Hauptprozess am 9. Juli 1952 abgetrennt. Da er zu diesem Zeitpunkt weiterhin ohne Bewusstsein war, wurde das Verfahren gegen ihn eingestellt. Er verstarb am 23. Januar 1953 im Butyrka-Gefängnis.